# 松本健吾
松本健吾（日语：／ Matsumoto Kengo，1999年4月14日—）是一名出生於日本東京都中野區的職業棒球選手，效力於日本職棒東京養樂多燕子，主要守備位置為投手。

## 個人情報

### 背號
- 28（2024年－）

## 外部連結
- 松本健吾在日本職棒（英语）